# Élan Motorsport Technologies

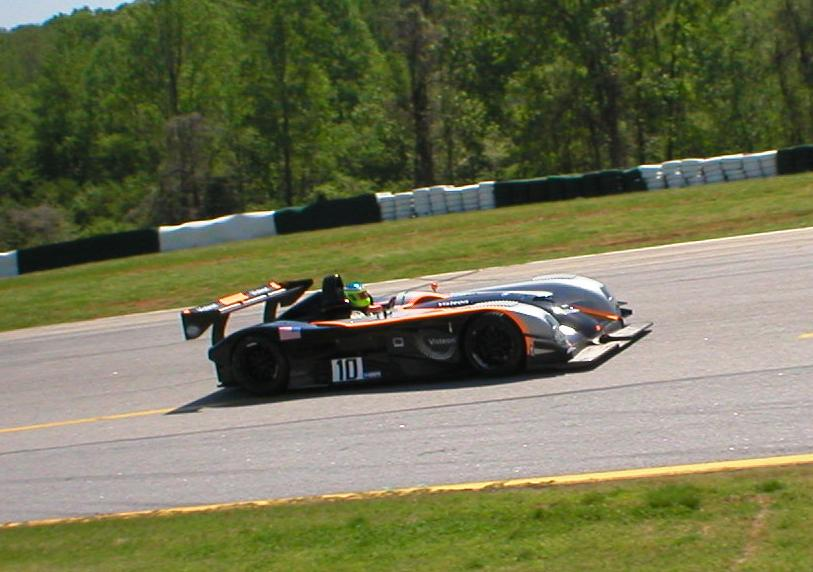
Panoz LMP-1 Roadster-S

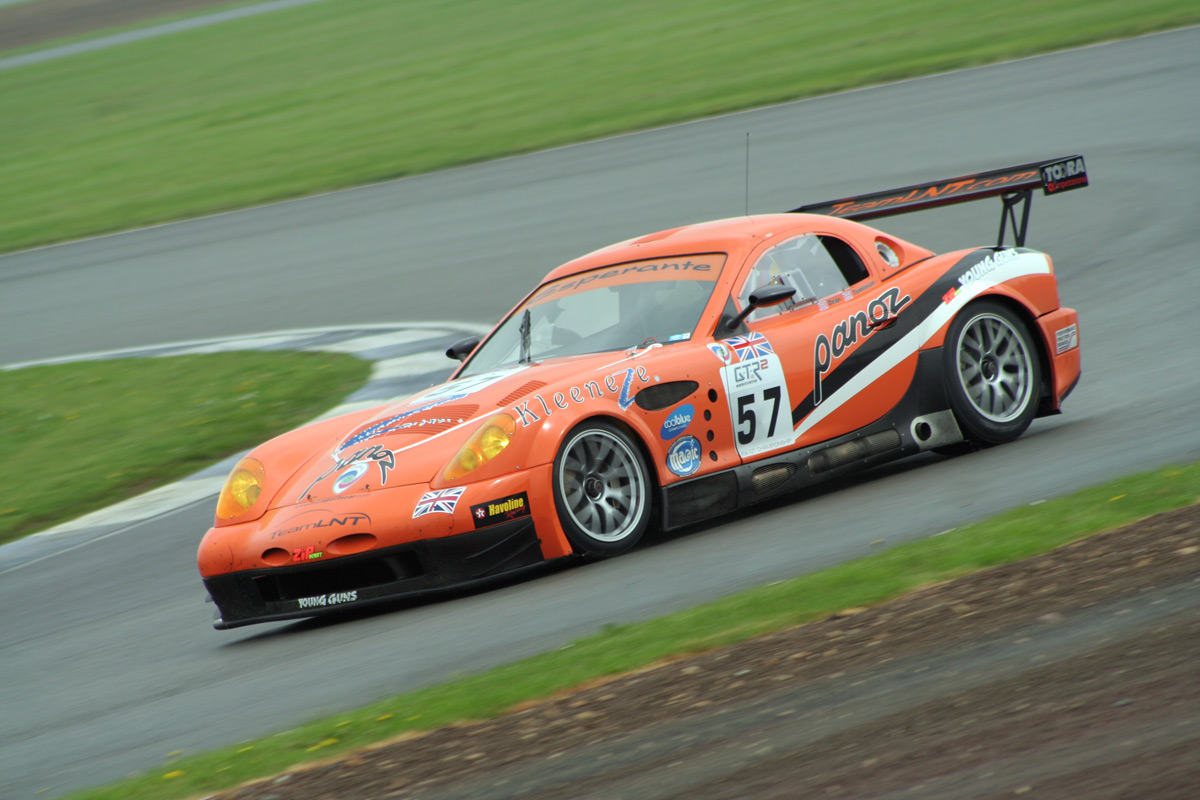
Panoz Esperante GT-LM

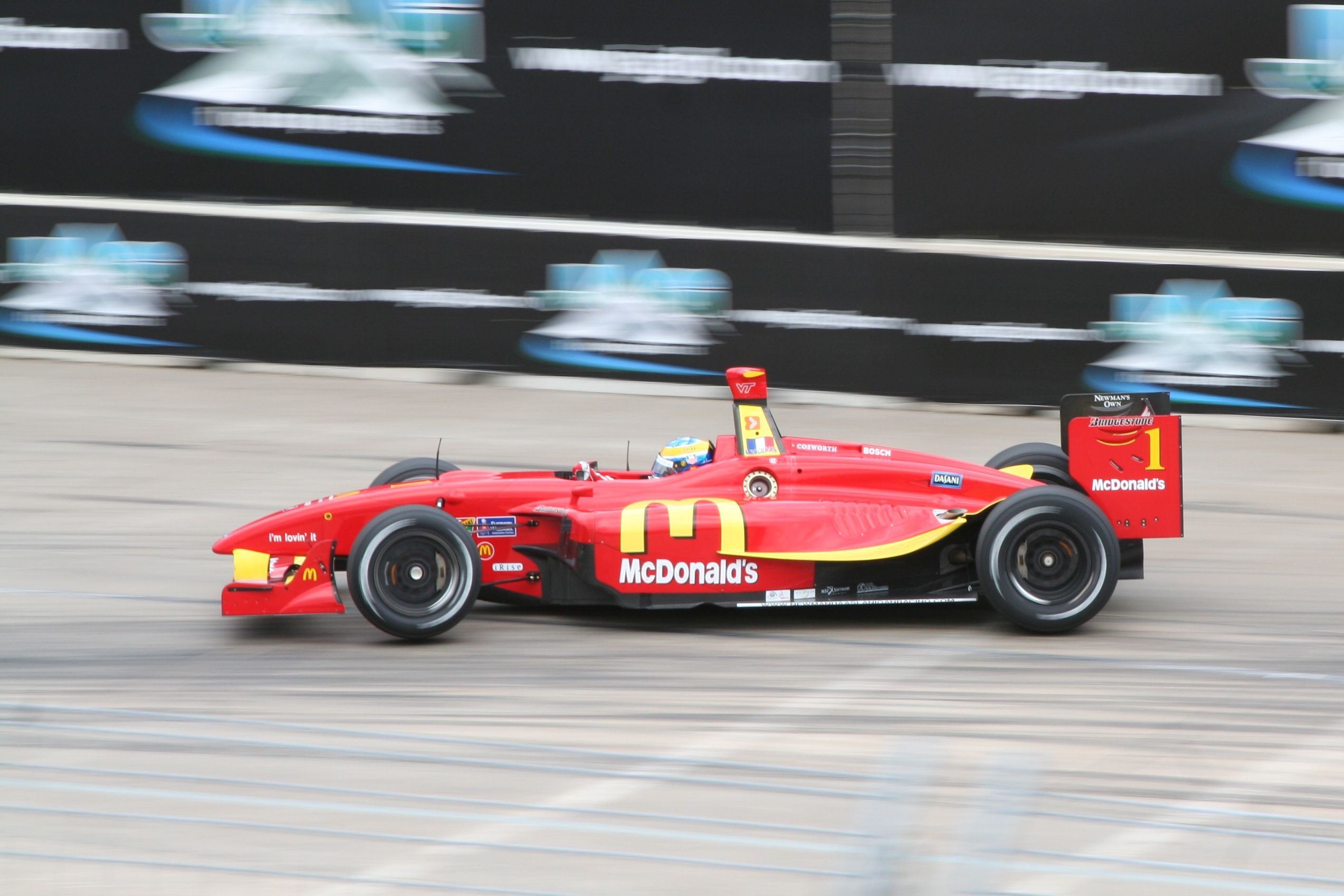
Panoz DP01

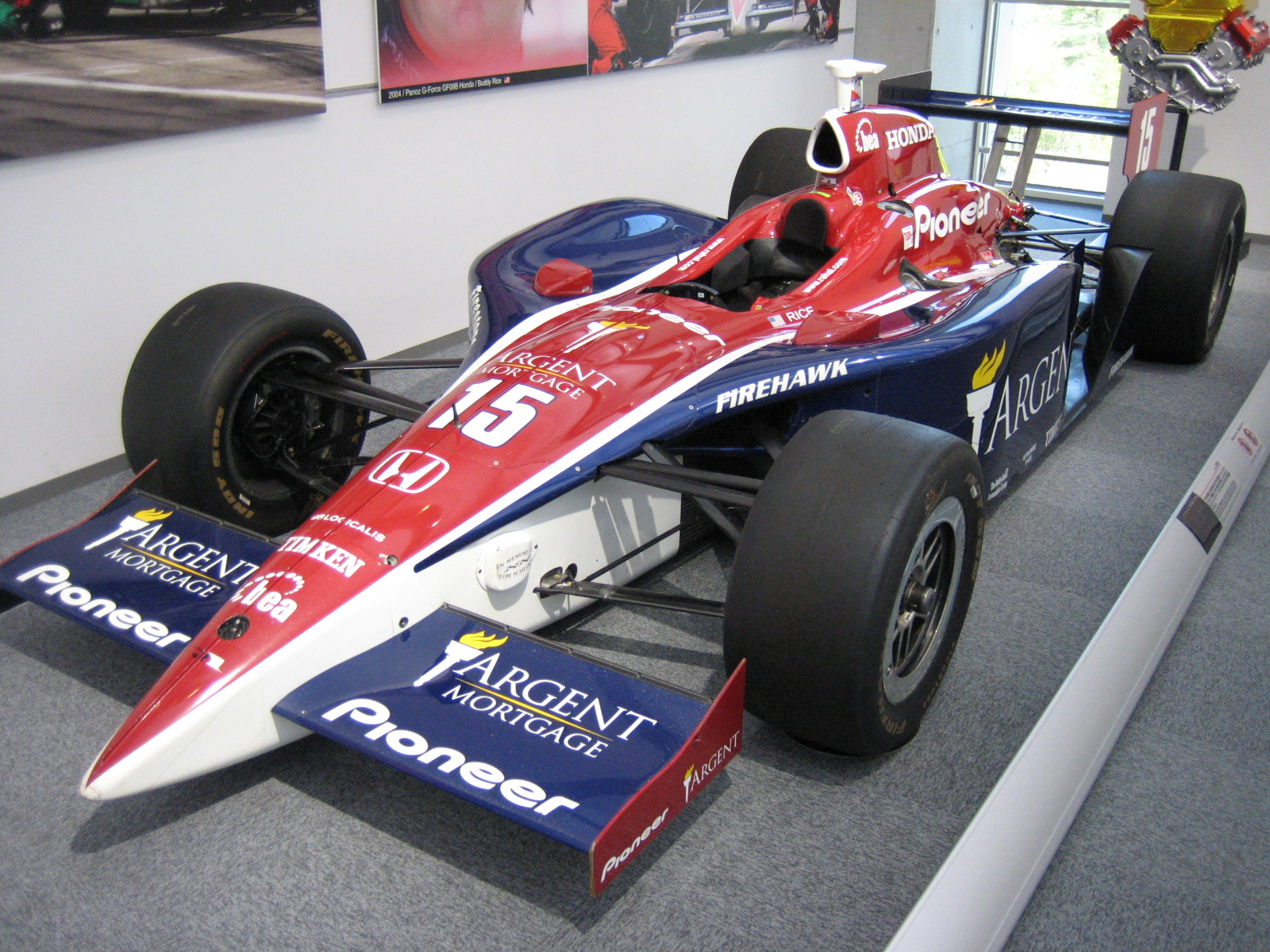
Panoz G-Force GF09B für die IRL

Élan Motorsport Technologies ist die 1997 gegründete Dachgesellschaft für die Motorsportaktivitäten des Automobilherstellers Panoz Auto Development. Der Sitz ist in Braselton im US-Bundesstaat Georgia.

## Geschichte
1997 wurde als erstes Rennfahrzeug der Panoz Esperante GTR-1 für die GT1-Klasse entwickelt. Dieser war als Sportwagen mit Frontmotor einer der ungewöhnlichsten dieser Zeit. Ab 1999 wurde dieser durch den Panoz LMP-1 Roadster-S abgelöst, eine Weiterentwicklung des GTR-1 ohne Dach. Weitere zwei Jahre später wurde auch dieser durch den Panoz LMP07 ersetzt. Der LMP07 erwies sich aber als Fehlentwicklung. Ab 2003 wurde dann eine GT2-Version des Panoz Esperante, der Esperante GT-LM entwickelt und eingesetzt. Alle diese Fahrzeuge waren außer in den nordamerikanischen Rennserien der IMSA, wie der American Le Mans Series, auch in Europa unterwegs.
Für die Klasse 1 der IMSA-Lights-Rennserie wurde der Panoz DP02 entwickelt. Dieser basiert auf dem gescheiterten Formula-X-Projekt. Dieses Fahrzeug wird mit einem 2,3 l Mazda Triebwerk ausgeliefert und dient auch als Basis für den in der Formula Star Mazda verwendeten Monoposto. Darüber hinaus wird mit dem Panoz DP04 ein ähnliches Fahrzeug für die Klasse 2 vertrieben, aber mit einem Triebwerk, das der Suzuki GSXR 1000 entstammt. Der Panoz DP06 ist ein weiteres für diese Serie konzipiertes Chassis. Als einziges erlaubtes Fahrzeug für die Klasse wird es als FSCCA Sports Car oder SCCA Sports Racer vertrieben. Das besondere bei diesem Fahrzeug ist aber, dass es, wie damals bei der Formula X, in kurzer Zeit auch zu einem Formelrennwagen (Formula SCCA) umgebaut werden kann.
Der für seine Formel-Ford-Rennwagen bekannte britische Hersteller Van Diemen wurde 1999 aufgekauft. Dieser ist auch technisch für die Formel Star Mazda und die SCCA-Fahrzeuge verantwortlich. Nebst Van Diemen wurde auch der Chassishersteller G-Force übernommen. Dieser produzierte mehrheitlich Chassis für die IndyCar Series. Die zwischenzeitlich als Panoz-G-Force benannten Rennwagen werden aber nicht mehr produziert, sodass in der IndyCar Series nur noch Konkurrent Dallara verblieben ist.
Für die Champ-Car-Saison 2007 entwarf man bei EMT den neuen Panoz DP01. Dieser sollte mit einem Cosworth-Motor ausgestattet die Zukunft der Champ Car Serie einläuten. Nachdem die Serie aber ab 2008 von der IRL übernommen worden war, musste dieses Projekt aber zu Grabe getragen werden. Da aber die Preise der von der IRL verwendeten Dallara-Chassis aufgrund des hohen Euro-Kurses horrend wurden, gab es Überlegungen ab 2009 den Panoz DP01 als amerikanisches Fabrikat in der IRL zu benutzen.
Als neues Projekt baut EMT den Boliden der Superleague Formula, der Panoz DP09. Dieser ist mit einem 4,2 l V12 von Menard Competition Technologies ausgestattet.

## Fahrzeuge

### Gran Turismos
- Panoz Esperante GTR-1 (GT1)
- Panoz Esperante GT-LM
- Panoz Esperante GT
- Panoz Esperante GTS

### Sportprototypen
- Panoz LMP-1 Roadster-S
- Panoz LMP07
- Panoz DP02 (IMSA Lights L1)
- Panoz DP04 (IMSA Lights L2)
- Panoz DP06 (IMSA Lights L3, SCCA Sports Racer)
- Panoz Abruzzi

### Monopostos
- Panoz DP01 (Champ Car)
- Panoz DP09 (Superleague Formula)
- Formel SCCA
- Formel Star Mazda
- G-Force (IndyCar Series)
- Van Diemen DP08 (US Formel 2000, Formel Ford)